# Бітіггайм (Баден)
Бітігайм (нім. Bietigheim) — громада в Німеччині, знаходиться в землі Баден-Вюртемберг. Підпорядковується адміністративному округу Карлсруе. Входить до складу району Раштат.
Площа — 13,90 км2. Населення становить 6485 ос. (станом на 31 грудня 2020).